# دورية الفجر (فلم 1930)
دورية الفجر (بالإنجليزية: The Dawn Patrol) هو فيلم حرب تم إنتاجه في الولايات المتحدة وصدر في سنة 1930.

## بطولة
- دوجلاس فيربانكس

## الميزانية والإيرادات
بلغت تكلفة إنتاج الفيلم حوالي 600,000 دولار.

### ترشيحات وجوائز
| السنة | الحدث          | الفئة    | النتيجة  |
| ----- | -------------- | -------- | -------- |
|       | جائزة الأوسكار | أفضل قصة | فـــــوز |

## وصلات خارجية
- مقالات تستعمل روابط فنية بلا صلة مع ويكي بيانات